# Idiocera lobatostylata
Idiocera lobatostylata là một loài ruồi trong họ Limoniidae. Chúng phân bố ở miền Cổ bắc.